# Cervatos de la Cueza
Cervatos de la Cueza è un comune spagnolo di 311 abitanti situato nella comunità autonoma di Castiglia e León, comarca di Tierra de Campos.
Nella località di Quintanilla de la Cueza, si trovano i resti della villa romana di La Tejada.